# Euphyia iriguata
Euphyia iriguata là một loài bướm đêm trong họ Geometridae.